# Список гостей «Школы злословия»
«Школа злословия» — телепередача, выходившая на российском телевидении в период со 2 октября 2002 по 6 июля 2014 года: со 2 октября 2002 по 21 июня 2004 года на телеканале «Культура», а с 30 августа 2004 по 6 июля 2014 года — на канале НТВ. Всего было снято 429 выпусков, из них показано в телеэфире 415.

## На канале «Культура»

### Сезон 2002—2003
- 2 октября 2002 — Александр Гордон — тележурналист.
- 9 октября 2002 — Любовь Слиска (первый раз) — вице-спикер Госдумы.
- 16 октября 2002 — Илья Глазунов — художник.
- 23 октября 2002 — Галина Вишневская — оперная певица.
- 30 октября 2002 — Дарья Донцова — писатель.
- 6 ноября 2002 — Александр Проханов — главный редактор газеты «Завтра».
- 13 ноября 2002 — Рената Литвинова — актриса, писатель, кинорежиссёр.
- 20 ноября 2002 — Алексей Сидоров — режиссёр, продюсер и сценарист.
- 27 ноября 2002 — Владимир Лукин (первый раз) — политик, дипломат.
- 4 декабря 2002 — Юрий Грымов — кинорежиссёр.
- 11 декабря 2002 — Михаил Леонтьев — тележурналист.
- 18 декабря 2002 — Андрей Бильжо — карикатурист, психиатр, ресторатор.
- 25 декабря 2002 — Никас Сафронов — художник.
- 8 января 2003 — Ирина Хакамада — политик.
- 15 января 2003 — Владимир Хотиненко — кинорежиссёр.
- 27 января 2003 — Василий Шандыбин — политик.
- 3 февраля 2003 — Дмитрий Дибров — телеведущий.
- 10 февраля 2003 — Генри Резник — адвокат.
- 17 февраля 2003 — Василий Уткин — спортивный журналист.
- 24 февраля 2003 — Марк Рудинштейн — арт-менеджер, основатель «Кинотавра».
- 3 марта 2003 — Глеб Павловский — российский политтехнолог, политолог.
- 10 марта 2003 — Николай Цискаридзе — балетный танцовщик, солист Большого театра.
- 17 марта 2003 — Егор Гайдар (первый раз) — экономист, директор «Института экономики переходного периода».
- 24 марта 2003 — Андрей Васильев — главный редактор газеты «Коммерсант».
- 31 марта 2003 — Геннадий Хазанов — актёр, художественный руководитель Театра Эстрады.
- 7 апреля 2003 — Николай Сванидзе (первый раз) — историк, тележурналист.
- 14 апреля 2003 — Анатолий Васильев — театральный режиссёр.
- 21 апреля 2003 — Анатолий Чубайс — советский и российский политический и хозяйственный деятель.
- 28 апреля 2003 — Лев Аннинский — литературный критик, публицист.
- 12 мая 2003 — Виктория Токарева — писатель, сценарист.
- 19 мая 2003 — Михаил Швыдкой — министр, телеведущий.
- 26 мая 2003 — Евгений Гришковец — актёр, режиссёр, писатель.
- 2 июня 2003 — Артемий Троицкий — музыкальный критик.
- 9 июня 2003 — Сергей Кириенко — политик.
- 16 июня 2003 — Александр Бовин — журналист, дипломат.

### Сезон 2003—2004
- 29 сентября 2003 — Дмитрий Пригов — поэт, художник.
- 6 октября 2003 — Алексей Венедиктов (первый раз) — главный редактор радиостанции «Эхо Москвы».
- 13 октября 2003 — Тимур Кибиров — поэт.
- 20 октября 2003 — Альфред Кох — писатель, предприниматель.
- 27 октября 2003 — Валерий Тодоровский — кинорежиссёр, продюсер.
- 3 ноября 2003 — Михаил Пиотровский — директор Государственного Эрмитажа.
- 10 ноября 2003 — Андрей Кивинов — писатель.
- 17 ноября 2003 — Александр Кабаков — писатель, журналист.
- 24 ноября 2003 — Татьяна Устинова — писатель.
- 1 декабря 2003 — Михаил Барщевский — юрист.
- 8 декабря 2003 — Диана Арбенина — певица, поэт, музыкант.
- 15 декабря 2003 — Александр Кузьмин — главный архитектор г. Москвы.
- 22 декабря 2003 — Елена Масюк — тележурналист.
- 5 января 2004 — Константин Ремчуков — профессор, российский журналист и политик.
- 12 января 2004 — Александр Починок — министр.
- 19 января 2004 — Михаил Горбачёв — Президент Советского Союза.
- 26 января 2004 — Адольф Шаевич — главный раввин России.
- 9 февраля 2004 — Олег Тиньков — российский предприниматель.
- 16 февраля 2004 — Иосиф Кобзон — певец, депутат Госдумы.
- 1 марта 2004 — Александр Кушнер — поэт.
- 15 марта 2004 — Валерий Фокин — театральный режиссёр.
- 22 марта 2004 — Александр Митта — кинорежиссёр.
- 29 марта 2004 — Никита Михалков — кинорежиссёр, актёр.
- 5 апреля 2004 — Ирена Лесневская — президент телекомпании «REN-TV».
- 12 апреля 2004 — Виталий Гинзбург — физик, лауреат Нобелевской премии по физике.
- 19 апреля 2004 — Виктор Геращенко — банкир, политик.
- 26 апреля 2004 — Андрей Немзер — литературный критик.
- 17 мая 2004 — Владимир Соловьёв — телеведущий.
- 24 мая 2004 — Сергей Караганов — политолог.
- 7 июня 2004 — Максим Соколов — публицист.
- 21 июня 2004 — Леонид Гозман — кандидат психологических наук, политик.

### Гости передач, не вышедших в эфир
- Леонид Парфёнов (2003 год) — журналист, телеведущий.
- Николай Фоменко (сентябрь 2004 года) — музыкант, актёр, радио- и телеведущий, автогонщик.
- Вероника Боровик-Хильчевская (2004 год) — коммерческий директор холдинга «Совершенно секретно».
- Пётр Авен — государственный деятель, предприниматель, банкир.
- Владимир Сунгоркин — главный редактор газеты «Комсомольская правда».
- Александр Шилов-младший — художник-пейзажист.

## На канале НТВ

### Сезон 2004—2005
- 30 августа 2004 (выпуск 1) — Владимир Жириновский — лидер партии ЛДПР.
- 13 сентября 2004 (выпуск 2) — Владимир Рыжков — политик, историк.
- 20 сентября 2004 (выпуск 3) — Валерия Новодворская — известный правозащитник и публицист, лидер Демократического Союза, лауреат премии им. Галины Старовойтовой «За вклад в дело защиты прав человека и укрепление демократии в России».
- 27 сентября 2004 (выпуск 4) — Сергей Белоголовцев — участник пародийного коллектива «ОСП-студия».
- 4 октября 2004 (выпуск 5) — Мария Арбатова — писательница и общественная деятельница.
- 11 октября 2004 (выпуск 6) — Владимир Познер — академик телевидения.
- 18 октября 2004 (выпуск 7) — Сергей Овчинников — вратарь футбольного клуба «Локомотив».
- 25 октября 2004 (выпуск 8) — Аллан Чумак — целитель, автор известных массовых телевизионных сеансов начала 90-х годов.
- 1 ноября 2004 (выпуск 9) — Владимир Спиваков — скрипач и дирижёр, художественный руководитель камерного оркестра «Виртуозы Москвы» и национального филармонического оркестра России.
- 15 ноября 2004 (выпуск 10) — Сергей Ястржембский — политик, пресс-секретарь Кремлёвской администрации.
- 22 ноября 2004 (выпуск 11) — Александр Привалов — журналист, научный редактор журнала «Эксперт», ректор созданной им Высшей школы журналистики.
- 4 декабря 2004 (выпуск 12) — Сажи Умалатова — политик, в прошлом депутат Верховного Совета СССР.
- 11 декабря 2004 (выпуск 13) — Сергей Старостин — лингвист, ученый, полиглот.
- 18 декабря 2004 (выпуск 14) — Игорь Юргенс — вице-президент российского союза промышленников и предпринимателей.
- 25 декабря 2004 (выпуск 15) — Анастасия Волочкова — балерина.
- 23 января 2005 (выпуск 16) — Андрей Макаревич — телеведущий и лидер рок-группы «Машина времени».
- 30 января 2005 (выпуск 17) — Павел Гусев — главный редактор газеты «Московский комсомолец».
- 6 февраля 2005 (выпуск 18) — Василий Аксёнов — писатель, лауреат Букеровской премии 2004 года.
- 13 февраля 2005 (выпуск 19) — Григорий Явлинский — лидер партии «Яблоко».
- 20 февраля 2005 (выпуск 20) — Юрий Шевчук — музыкант, поэт и исполнитель.
- 27 февраля 2005 (выпуск 21) — Алёна Долецкая — главный редактор журнала Vogue.
- 7 марта 2005 (выпуск 22) — Борис Акунин — писатель-беллетрист, публицист, переводчик, специалист по японской культуре.
- 13 марта 2005 (выпуск 23) — Мариэтта Чудакова — историк литературы советского времени и знаток отечественной истории, доктор филологических наук, профессор Литературного института им. М. Горького, председатель Булгаковского фонда, член Европейской академии, член Союза писателей России.
- 20 марта 2005 (выпуск 24) — Тимур Бекмамбетов — режиссёр фильма «Ночной Дозор».
- 27 марта 2005 (выпуск 25) — Николай Петров — пианист, народный артист СССР, народный артист России, профессор Московской консерватории.
- 3 апреля 2005 (выпуск 26) — Андрей Колесников — журналист.
- 10 апреля 2005 (выпуск 27) — Сергей Шойгу — министр по чрезвычайным ситуациям.
- 17 апреля 2005 (выпуск 28) — Геннадий Селезнёв — депутат, бывший спикер Государственной Думы.
- 24 апреля 2005 (выпуск 29) — Борис Гребенщиков — певец, поэт, музыкант.
- 1 мая 2005 (выпуск 30) — Земфира Рамазанова — певица, автор песен.

### Сезон 2005—2006
- 5 сентября 2005 (выпуск 31) — Алексей Венедиктов (второй раз) — главный редактор и руководитель радиостанции «Эхо Москвы».
- 12 сентября 2005 (выпуск 32) — Ирина Петровская — телекритик, обозреватель газеты «Известия».
- 19 сентября 2005 (выпуск 33) — Александр Васильев (первый раз) — историк моды, писатель и декоратор оперных постановок.
- 26 сентября 2005 (выпуск 34) — Сергей Гандлевский — поэт и прозаик.
- 3 октября 2005 (выпуск 35) — Юлия Латынина — писатель и журналист.
- 10 октября 2005 (выпуск 36) — Александр Архангельский — публицист, литератор, телеведущий.
- 17 октября 2005 (выпуск 37) — Наталья Иванова — писательница и литературный критик.
- 24 октября 2005 (выпуск 38) — Даниил Дондурей — критик, социолог культуры, главный редактор журнала «Искусство кино».
- 31 октября 2005 (выпуск 39) — Александр Генис — писатель.
- 7 ноября 2005 (выпуск 40) — Юрий Левада — российский социолог, руководитель «Левада-Центра».
- 14 ноября 2005 (выпуск 41) — Олег Кулик — художник.
- 21 ноября 2005 (выпуск 42) — Елена Ханга — телеведущая.
- 28 ноября 2005 (выпуск 43) — Алексей Кудрин — министр финансов.
- 5 декабря 2005 (выпуск 44) — Мария Степанова — поэт.
- 12 декабря 2005 (выпуск 45) — Борис Немцов — советник президента Украины.
- 19 декабря 2005 (выпуск 46) — протоиерей Александр Борисов — публицист, учёный-биолог, священник Русской православной церкви.
- 16 января 2006 (выпуск 47) — Александр Иванов — глава издательства «Ад Маргинем».
- 23 января 2006 (выпуск 48) — Валерий Абрамкин — общественный деятель, бывший политический заключенный, занимается защитой прав заключенных, ездит по тюрьмам, исследует внутренние проблемы и конфликты зоны.
- 30 января 2006 (выпуск 49) — Валерий Комиссаров — глава комитета по информационной политике Государственной думы.
- 6 февраля 2006 (выпуск 50) — Павел Астахов — адвокат.
- 13 февраля 2006 (выпуск 51) — Лев Рубинштейн — поэт, писатель и публицист.
- 20 февраля 2006 (выпуск 52) — Андрей Орлов — сетевой поэт, известный также под именем Orlusha.
- 27 февраля 2006 (выпуск 53) — Евгений Попов — писатель.
- 6 марта 2006 (выпуск 54) — Андрей Фурсенко — министр образования и науки РФ.
- 13 марта 2006 (выпуск 55) — Павел Снопков — руководитель издательства «Контакт-Культура».
- 20 марта 2006 (выпуск 56) — Ольга Дергунова — глава российского отделения Microsoft.
- 27 марта 2006 (выпуск 57) — Александр Долгин — профессор Высшей школы экономики, создатель фонда «Прагматика культуры».
- 3 апреля 2006 (выпуск 58) — Давид Саркисян (первый раз) — директор Государственного музея архитектуры имени Щусева.
- 10 апреля 2006 (выпуск 59) — Алексей Иванов — пермский писатель.
- 17 апреля 2006 (выпуск 60) — Борис Дубин — участник социологического «Левада-Центра», переводчик и социолог.
- 24 апреля 2006 (выпуск 61) — Константин Боровой — предприниматель и политик.
- 2 мая 2006 (выпуск 62) — Григорий Ревзин — арт-критик, главный редактор журнала «Проект: классика».
- 15 мая 2006 (выпуск 63) — Сергей Доренко — журналист.
- 22 мая 2006 (выпуск 64) — Игорь Свинаренко — журналист, признанный мастер интервью.
- 29 мая 2006 (выпуск 65) — Владимир Войнович — писатель.
- 5 июня 2006 (выпуск 66) — Кирилл Серебренников — режиссёр.
- 19 июня 2006 (выпуск 67) — Глеб Морев — филолог, историк русской литературы, критик.
- 26 июня 2006 (выпуск 68) — Борис Кузьминский — литератор, издатель, критик, переводчик.
- 3 июля 2006 (выпуск 69) — Игорь Волгин — поэт и публицист, профессор журфака МГУ.

### Сезон 2006—2007
- 21 августа 2006 (выпуск 70) — Алексей Казаков — главный редактор журнала «Большой город».
- 28 августа 2006 (выпуск 71) — Николай Сванидзе (второй раз) — телеведущий, историк, общественный деятель.
- 4 сентября 2006 (выпуск 72) — Екатерина Селезнёва — главный хранитель Третьяковской галереи.
- 11 сентября 2006 (выпуск 73) — Любовь Слиска (второй раз) — первый заместитель председателя Государственной думы РФ, депутат от партии «Единая Россия».
- 18 сентября 2006 (выпуск 74) — Александр Каменский — профессор, преподаватель РГГУ, один из ведущих специалистов по русской истории XVIII века.
- 25 сентября 2006 (выпуск 75) — Александр Гаврилов — главный редактор еженедельника «Книжное обозрение».
- 2 октября 2006 (выпуск 76) — Михаил Ардов — писатель, публицист, протоиерей неканонической РПАЦ
- 9 октября 2006 (выпуск 77) — Олег Басилашвили — актёр, режиссёр театра и кино.
- 16 октября 2006 (выпуск 78) — Дмитрий Гаев — начальник Московского метрополитена.
- 23 октября 2006 (выпуск 79) — Евгений Бунимович — поэт, педагог, депутат Мосгордумы.
- 30 октября 2006 (выпуск 80) — Чулпан Хаматова — актриса, общественный деятель.
- 13 ноября 2006 (выпуск 81) — Гарри Бардин — мультипликатор.
- 20 ноября 2006 (выпуск 82) — Николай Данилов — блогер интернета.
- 27 ноября 2006 (выпуск 83) — Галина Хованская — член Комитета Госдумы по гражданскому, уголовному, арбитражному и процессуальному законодательству.
- 4 декабря 2006 (выпуск 84) — Владимир Лукин (второй раз) — уполномоченный по правам человека в РФ.
- 11 декабря 2006 (выпуск 85) — Мария Семёнова — писательница.
- 18 декабря 2006 (выпуск 86) — Павел Лунгин — режиссёр, сценарист.
- 25 декабря 2006 (выпуск 87) — Любовь Аркус — главный редактор и вдохновитель журнала «Сеанс».
- 15 января 2007 (выпуск 88) — Валентин Янин — академик, занимается раскопками древнего Новгорода.
- 22 января 2007 (выпуск 89) — Александр Секацкий — философ.
- 29 января 2007 (выпуск 90) — Сергей Мироненко (первый раз) — специалист по русской истории XIX века, директор Государственного архива Российской Федерации.
- 5 февраля 2007 (выпуск 91) — Ксения Собчак — телеведущая, постоянная героиня светской хроники.
- 12 февраля 2007 (выпуск 92) — Эмиль Паин — профессор, этнополитолог.
- 19 февраля 2007 (выпуск 93) — Ольга Седакова — поэт и переводчик, религиозный писатель и мыслитель.
- 26 февраля 2007 (выпуск 94) — Олег Кашин — обозреватель журнала «Эксперт».
- 5 марта 2007 (выпуск 95) — Максим Мошков — создатель первой российской интернет-библиотеки.
- 12 марта 2007 (выпуск 96) — Валерий Фадеев — член Общественной палаты, директор Института общественного проектирования и главный редактор журнала «Эксперт».
- 19 марта 2007 (выпуск 97) — Егор Гайдар (второй раз) — экономист, директор «Института экономики переходного периода».
- 26 марта 2007 (выпуск 98) — Божена Рынска — светский обозреватель.
- 2 апреля 2007 (выпуск 99) — Юрий Арабов — поэт и прозаик.
- 9 апреля 2007 (выпуск 100) — Максим Кононенко — журналист, известный как Мистер Паркер, автор интернет-проекта «Владимир. Владимирович.ру» и одноименной книги.
- 16 апреля 2007 (выпуск 101) — Анатолий Кучерена — адвокат, председатель Комиссии по общественному контролю за деятельностью правоохранительных органов, силовых структур и реформированию судебно-правовой системы Общественной палаты РФ.
- 23 апреля 2007 (выпуск 102) — Михаил Фишман — политический обозреватель.
- 7 мая 2007 (выпуск 103) — Александр Беляев — ведущий прогноза погоды на НТВ.
- 14 мая 2007 (выпуск 104) — Элла Памфилова — председатель Совета по развитию гражданского общества и правам человека при Президенте Российской Федерации.
- 21 мая 2007 (выпуск 105) — Эдуард Успенский — писатель, член партии «Гражданская сила».
- 28 мая 2007 (выпуск 106) — Ирина Прохорова — главный редактор издательства «Новое литературное обозрение».
- 4 июня 2007 (выпуск 107) — Николай Котрелёв — главный редактор серии «Литературное наследство» Института мировой литературы РАН.
- 18 июня 2007 (выпуск 108) — Сергей Миронов — председатель Совета Федерации.
- 25 июня 2007 (выпуск 109) — Владимир Платонов — председатель Мосгордумы.

### Сезон 2007—2008
- 24 сентября 2007 (выпуск 110) — Елизавета Глинка — президент международного благотворительного фонда хосписов "VALE Hospice International".
- 1 октября 2007 (выпуск 111) — Фёдор Лукьянов — главный редактор журнала «Россия в глобальной политике».
- 8 октября 2007 (выпуск 112) — Сергей Сельянов — режиссёр, сценарист, продюсер.
- 15 октября 2007 (выпуск 113) — Маша Гессен — журналистка, руководитель журнала Gala в России.
- 22 октября 2007 (выпуск 114) — Линор Горалик — прозаик, поэт, эссеист.
- 29 октября 2007 (выпуск 115) — Анатолий Вишневский — директор Института демографии при Высшей школе экономики.
- 6 ноября 2007 (выпуск 116) — Андрей Зорин — профессор Оксфордского университета и РГГУ, один из ведущих специалистов в области истории и литературы XVIII века.
- 12 ноября 2007 (выпуск 117) — Андрей Сарабьянов — специалист по русскому авангарду, искусствовед.
- 19 ноября 2007 (выпуск 118) — Илья Утехин — профессор факультета этнологии Европейского университета Санкт-Петербурга.
- 26 ноября 2007 (выпуск 119) — Геннадий Иозефавичус — специалист по красивой жизни, автор первых рекламных кампаний фильмов «Сибирский цирюльник», «Титаник», «Телохранитель», «Дракула» и многих других картин, созданных в пору становления кинопроката в России 90-х.
- 3 декабря 2007 (выпуск 120) — Олег Проскурин — литературовед, пушкинист.
- 10 декабря 2007 (выпуск 121) — Вадим Михайлов — лидер движения диггеров.
- 17 декабря 2007 (выпуск 122) — Александр Панченко — историк культуры, этнолог, сфера исследований которого — религиозные движения в России.
- 24 декабря 2007 (выпуск 123) — Гарик Мартиросян — шоумен, телеведущий и юморист.
- 14 января 2008 (выпуск 124) — Давид Саркисян (второй раз) — директор Государственного музея архитектуры имени Щусева.
- 21 января 2008 (выпуск 125) — Юлия Мезенцева — одна из основателей интернет-проекта «Москва, которой нет», автор книги с одноименным названием.
- 28 января 2008 (выпуск 126) — Татьяна Черниговская — профессор кафедры общего языкознания филологического факультета Санкт-Петербургского госуниверситета, заведующая отделом общего языкознания и лабораторией когнитивных исследований Института филологических исследований СПбГУ.
- 4 февраля 2008 (выпуск 127) — Дмитрий Морозов — основатель и руководитель детского терапевтического сообщества «Китеж».
- 11 февраля 2008 (выпуск 128) — Михаил Шапошников — заведующий Отделом литературы «Дома В. Я. Брюсова».
- 18 февраля 2008 (выпуск 129) — Ирина Меглинская — специалист в области фотографии, галерист, куратор и преподаватель, совладелица фотогалереи «Победа».
- 3 марта 2008 (выпуск 130) — Александр Ведерников — главный дирижёр Большого театра.
- 11 марта 2008 (выпуск 131) — Максим Осипов — врач-кардиолог, издатель, переводчик и писатель.
- 17 марта 2008 (выпуск 132) — Александр Васильев (второй раз) — историк моды.
- 24 марта 2008 (выпуск 133) — Сергей Мироненко (второй раз) — директор Государственного архива.
- 31 марта 2008 (выпуск 134) — Сергей Юрский — Народный артист России.
- 7 апреля 2008 (выпуск 135) — Владимир Шинкарёв — художник, один из основателей субкультуры «Митьков».
- 14 апреля 2008 (выпуск 136) — Владимир Толстой — директор музея «Ясная поляна».
- 21 апреля 2008 (выпуск 137) — Татьяна Лазарева — КВН-щица, ведущая программы «Хорошие шутки».
- 28 апреля 2008 (выпуск 138) — Алексей Ратманский — художественный руководитель балетной труппы Большого театра.
- 12 мая 2008 (выпуск 139) — Алёна Дьяконова — японист.
- 19 мая 2008 (выпуск 140) — Павел Санаев — российский писатель, актёр, сценарист, режиссёр, переводчик.
- 26 мая 2008 (выпуск 141) — Владимир Маторин — народный артист России, солист оперной труппы Большого театра.
- 2 июня 2008 (выпуск 142) — Захар Прилепин — писатель, филолог, журналист.
- 9 июня 2008 (выпуск 143) — Анатолий Смелянский — ректор Школы-студии МХАТ, историк театра, доктор искусствоведения, профессор, заслуженный деятель искусств РФ, лауреат Государственной премии России.
- 16 июня 2008 (выпуск 144) — Виктор Солкин — историк, музеолог, создатель и руководитель Ассоциации по изучению Древнего Египта «МААТ».
- 23 июня 2008 (выпуск 145) — Андрей Кураев — клирик Русской православной церкви, диакон; профессор Московской духовной академии; писатель, богослов и публицист, светский и церковный учёный, проповедник и миссионер.

### Сезон 2008—2009
- 1 сентября 2008 (выпуск 146) — Татьяна Тарасова — тренер фигурного катания.
- 8 сентября 2008 (выпуск 147) — Аскольд Запашный и Эдгард Запашный — дрессировщики.
- 15 сентября 2008 (выпуск 148) — Дмитрий Воденников — поэт.
- 22 сентября 2008 (выпуск 149) — Александр Храмчихин — заведующий аналитическим отделом Института политического и военного анализа.
- 29 сентября 2008 (выпуск 150) — Вера Миллионщикова — главный врач Первого московского хосписа, её дочь Нюта Миллионщикова (Анна Федермессер) — президент Фонда помощи хосписам «Вера».
- 6 октября 2008 (выпуск 151) — Сергей Шаргунов — писатель, публицист.
- 13 октября 2008 (выпуск 152) — Алексей Плуцер-Сарно — филолог, автор «Большого словаря мата» в 12 томах.
- 20 октября 2008 (выпуск 153) — Евгения Пищикова — журналист, автор физиологических очерков.
- 27 октября 2008 (выпуск 154) — Дмитрий Горчев — писатель, блогер.
- 10 ноября 2008 (выпуск 155) — Александр Житинский — писатель, драматург, сценарист, журналист.
- 17 ноября 2008 (выпуск 156) — Андрей Левкин — журналист, прозаик.
- 24 ноября 2008 (выпуск 157) — Григорий Померанц (первый раз) — культуролог, философ, писатель.
- 1 декабря 2008 (выпуск 158) — Светлана Захарова — прима Большого театра, член комитета Государственной думы по культуре, член фракции «Единая Россия».
- 15 декабря 2008 (выпуск 159) — Михаил Кожухов — журналист, путешественник.
- 22 декабря 2008 (выпуск 160) — Дарья Тараскина — глава Благотворительного фонда защиты животных «Бим», специалист по организации и поддержке приютов для бездомных собак.
- 29 декабря 2008 (выпуск 161) — Лев Лурье — журналист, историк, писатель, член совета объединения журналистов «Петербургская линия».
- 26 января 2009 (выпуск 162) — Елена Весёлая — журналист, писатель, главный редактор ювелирного журнала и каталога.
- 2 февраля 2009 (выпуск 163) — Андрей Ерофеев — бывший куратор и хранитель коллекции современного искусства Третьяковской галереи.
- 9 февраля 2009 (выпуск 164) — Фаина Гримберг — писатель, поэт и переводчик.
- 16 февраля 2009 (выпуск 165) — Илья Гофман — композитор, альтист, ученик Юрия Башмета, преподаватель музыкальной школы им. Гнесиных, в прошлом — хакер.
- 2 марта 2009 (выпуск 166) — Александр Роднянский — продюсер, президент «СТС Медиа», создатель канала «1+1» (Украина).
- 16 марта 2009 (выпуск 167) — Игорь Маркин — создатель Музея актуального искусства.
- 23 марта 2009 (выпуск 168) — Зинаида Миркина — поэт, переводчик, исследователь, эссеист, и Григорий Померанц (второй раз) — философ, культуролог, писатель, эссеист.
- 30 марта 2009 (выпуск 169) — Рустам Рахматуллин — краевед, историк Москвы, московский экскурсовод.
- 6 апреля 2009 (выпуск 170) — Лора Белоиван — художник, писатель и директор Центра реабилитации морских млекопитающих.
- 13 апреля 2009 (выпуск 171) — Олег Будницкий — историк.
- 20 апреля 2009 (выпуск 172) — Юлий Гусман — кинорежиссёр, основатель и художественный руководитель премии «Ника».
- 18 мая 2009 (выпуск 173) — Алексей Зимин — главный редактор журнала «Афиша-Еда», кулинарный критик.
- 25 мая 2009 (выпуск 174) — Ирина Волкова — историк ресторанного дела.
- 1 июня 2009 (выпуск 175) — Анатолий Протопопов — этолог.
- 8 июня 2009 (выпуск 176) — Давид Ян — основатель компании ABBYY, кандидат физико-математических наук.
- 15 июня 2009 (выпуск 177) — Вера Павлова — поэт.
- 22 июня 2009 (выпуск 178) — Илья Смирнов — китаист, кандидат филологических наук, директор Института восточных культур РГГУ.
- 29 июня 2009 (выпуск 179) — Юрий Фрейдин — врач-психиатр и литературовед, близкий друг Н. Я. Мандельштам.
- 6 июля 2009 (выпуск 180) — Фёдор Бондарчук — режиссёр.

### Сезон 2009—2010
- 21 сентября 2009 (выпуск 181) — Юлия Гиппенрейтер — психолог, писатель, профессор МГУ.
- 28 сентября 2009 (выпуск 182) — Олег Лекманов — филолог, автор книги о Сергее Есенине.
- 5 октября 2009 (выпуск 183) — Елена Чуковская — литературовед, внучка Корнея Чуковского, владелец и редактор литературного архива своей знаменитой семьи.
- 12 октября 2009 (выпуск 184) — Михаил Златковский — ведущий художник в карикатуре, журнальной и книжной иллюстрации, дизайне средств массовой информации, лауреат престижных премий, член Французской академии юмористических искусств.
- 19 октября 2009 (выпуск 185) — Майя Кучерская — писатель, кандидат филологических наук, доктор философии (США), доцент, литературный критик.
- 26 октября 2009 (выпуск 186) — Дмитрий Кузьмин — поэт, филолог, критик, главный редактор журнала «Воздух» и создатель сайта «Вавилон».
- 2 ноября 2009 (выпуск 187) — Пётр Поспелов — музыкальный критик.
- 9 ноября 2009 (выпуск 188) — Ирма Кудрова — литературовед, ведущий специалист по творчеству Марины Цветаевой.
- 16 ноября 2009 (выпуск 189) — Вадим Гаевский — балетный критик и писатель.
- 23 ноября 2009 (выпуск 190) — Игорь Кон — публицист, общественный деятель, учёный кандидат исторических и философских наук, доктор философии, профессор, академик Российской академии образования, почетный профессор Корнеллского университета, доктор Honoris Causa университета Серрей.
- 30 ноября 2009 (выпуск 191) — Лариса Малюкова — известный кинокритик и журналист.
- 7 декабря 2009 (выпуск 192) — Вячеслав Ива́нов — русский, советский и американский лингвист, академик АН СССР и РАН, профессор Калифорнийского университета, директор Института мировой культуры МГУ, директор Русской антропологической школы РГГУ.
- 14 декабря 2009 (выпуск 193) — Валентина Петренко — сенатор, председатель Комитета Совета Федерации по социальной политике.
- 21 декабря 2009 (выпуск 194) — Илья Осколков-Ценципер — возглавлял в качестве главного редактора журнал «Афиша», работал на Московских международных художественных ярмарках «АРТ-МИФ» (сделал около 40 выставок современных художников), один из создателей института медиа, архитектуры и дизайна «Стрелка».
- 1 февраля 2010 (выпуск 195) — Виктор Голышев — известный переводчик с английского, преподаватель художественного перевода в Литературном институте имени Горького, лауреат литературных премий.
- 8 февраля 2010 (выпуск 196) — Сергей Смолицкий — инженер глубоководных аппаратов «Мир», принимал участие в работе над фильмом «Титаник» Джеймса Кэмерона.
- 15 февраля 2010 (выпуск 197) — Иван Толстой — брат ведущей Татьяны Толстой, историк эмигрантской литературы, журналист, автор книги «Отмытый роман Пастернака. „Доктор Живаго“ между КГБ и ЦРУ».
- 1 марта 2010 (выпуск 198) — Василий Бархатов — молодой театральный режиссёр в России. Он поставил более десятка опер, из них — пять в Мариинском Театре. Его опера «Братья Карамазовы» удостоилась самой высокой театральной награды «Золотая Маска — 2009».
- 15 марта 2010 (выпуск 199) — Лео Бокерия — всемирно известный кардиохирург, президент Общероссийской общественной организации «Лига здоровья нации».
- 22 марта 2010 (выпуск 200) — Галина Юзефович — литературный критик и обозреватель.
- 29 марта 2010 (выпуск 201) — Борис Хлебников — кинорежиссёр и сценарист.
- 5 апреля 2010 (выпуск 202) — Пелагея Ханова — фолк-рок-певица, основательница и солистка группы «Пелагея».
- 12 апреля 2010 (выпуск 203) — Владимир Сарабьянов — специалист по древнерусскому искусству, реставратор.
- 19 апреля 2010 (выпуск 204) — Дарья Митина — российский политический деятель, публицист, этнолог, глава комсомольской организации России.
- 26 апреля 2010 (выпуск 205) — Юрий Мамлеев — писатель и драматург.
- 17 мая 2010 (выпуск 206) — Сергей Шнуров — рок-музыкант и телеведущий.
- 24 мая 2010 (выпуск 207) — Леонид Юзефович — писатель, сценарист, историк, автор романа «Журавли и карлики».
- 31 мая 2010 (выпуск 208) — Василий Сигарев — драматург и режиссёр, и Яна Троянова — актриса.
- 7 июня 2010 (выпуск 209) — Андрей Плахов — кинообозреватель газеты «Коммерсант».
- 15 июня 2010 (выпуск 210) — Андрей Лошак — журналист, один из создателей цикла «Профессия-репортёр» на канале НТВ.
- 21 июня 2010 (выпуск 211) — Екатерина Гениева — филолог, руководитель Библиотеки иностранной литературы.

### Сезон 2010—2011
- 13 сентября 2010 (выпуск 212) — Наталья Горбаневская — поэтесса, общественный деятель, участник демонстрации против ввода советских войск в Чехословакию, прошедшей на Красной площади 25 августа 1968 года.
- 20 сентября 2010 (выпуск 213) — Евгений Александров — академик, физик-экспериментатор, действительный член РАН, доктор физико-математических наук, лауреат Государственной премии СССР.
- 27 сентября 2010 (выпуск 214) — Вера Полозкова — поэт и актриса.
- 4 октября 2010 (выпуск 215) — Виктор Живов — лингвист, профессор, специалист по русскому языку и русской культуре.
- 11 октября 2010 (выпуск 216) — Юрий Аввакумов — художник, архитектор, куратор.
- 18 октября 2010 (выпуск 217) — Иван Засурский — журналист, кандидат филологических наук, преподаватель, продюсер, заведующий кафедрой новых медиа и теории коммуникации факультета журналистики МГУ, создатель и главный редактор онлайн-газеты «Частный корреспондент».
- 25 октября 2010 (выпуск 218) — Александр Галушкин — литературовед, кандидат филологических наук, заведующий отделом «Литературное наследство» Института мировой литературы РАН.
- 1 ноября 2010 (выпуск 219) — Максим Сырников — один из главных современных специалистов в области русской кухни, мастер практического исполнения старинных блюд.
- 8 ноября 2010 (выпуск 220) — Наталья Душкина — профессор Московского архитектурного института, историк архитектуры и специалист по охране культурных памятников.
- 15 ноября 2010 (выпуск 221) — Владимир «Адольфыч» Нестеренко — писатель, журналист, кинодраматург, автор книги и сценария к фильму «Чужая».
- 22 ноября 2010 (выпуск 222) — Елена Гремина — драматург, сценарист, стоявшая у истоков «Новой драмы».
- 29 ноября 2010 (выпуск 223) — Александр Богдановский — «переводчик нобелевских лауреатов до того, как они стали нобелевскими лауреатами». В его переводах сотни тысяч россиян прочли лучшие романы Льосы, Амаду и многих других латиноамериканских писателей.
- 6 декабря 2010 (выпуск 224) — Алла Гербер — правозащитник, журналист, писатель, общественный деятель, член Общественной палаты, основатель фонда «Холокост».
- 13 декабря 2010 (выпуск 225) — Елена Типикина — журналист, общественный деятель, автор нескольких сотен публикаций и двух книг, заводчик, владелец ризеншнауцеров, эксперт.
- 7 февраля 2011 (выпуск 226) — Евгений Касперский — создатель популярной антивирусной программы.
- 14 февраля 2011 (выпуск 227) — Алексей Левинсон — профессор, заведующий отделом социально-культурных исследований Левада-центра, автор многих книг и публикаций по социологии.
- 21 февраля 2011 (выпуск 228) — Сергей Скуратов — архитектор, автор проекта известного небоскреба на Мосфильмовской улице в Москве.
- 28 февраля 2011 (выпуск 229) — Евгений Витковский — российский литературовед, поэт, переводчик, специалист по переводам ХХ и XXI веков.
- 14 марта 2011 (выпуск 230) — Наталия Басовская — российский историк-медиевист, доктор исторических наук, профессор, специалист по истории средних веков Западной Европы.
- 21 марта 2011 (выпуск 231) — Павел Басинский — литературовед, критик, писатель, автор книги «Лев Толстой: бегство из рая», которая была отмечена первым местом в Национальной литературной премии «Большая книга» за 2010 год.
- 28 марта 2011 (выпуск 232) — Вячеслав Глазычев — профессор Московского архитектурного института, член Общественной палаты.
- 4 апреля 2011 (выпуск 233) — Александр Иличевский — русский поэт, прозаик, лауреат премий «Русский Букер» 2007 года за роман «Матисс» и «Большая Книга» 2010 года за роман «Перс».
- 18 апреля 2011 (выпуск 234) — Эдуард Кочергин — главный художник Большого драматического театра им. Г. А. Товстоногова, не так давно выступивший в ипостаси писателя, написав воспоминания о своих детских и юношеских годах. Его книга — «Крещённые крестами» — была удостоена литературной премии «Национальный бестселлер» в 2010 году.
- 25 апреля 2011 (выпуск 235) — Евгений Ройзман — поэт, общественный деятель, основатель фонда «Город без наркотиков».
- 16 мая 2011 (выпуск 236) — Пётр Налич — певец и композитор.
- 23 мая 2011 (выпуск 237) — Ольга Алленова — журналист ИД «КоммерсантЪ», автор книги-дневника второй чеченской кампании «Чечня рядом. Война глазами женщины».
- 30 мая 2011 (выпуск 238) — Зоя Богуславская — писатель, драматург, общественный деятель, художественный руководитель премии «Триумф», вдова поэта Андрея Вознесенского.
- 6 июня 2011 (выпуск 239) — Берл Лазар — главный раввин России по версии ФЕОР.
- 20 июня 2011 (выпуск 240) — Екатерина Мень — филолог, журналист, занимается проблемой аутизма.
- 27 июня 2011 (выпуск 241) — Марина Бородицкая — поэт и переводчик таких известных английских поэтов, как Редьярд Киплинг, Алан Милн, Джеймс Ривз, Элеанор Фарджон.

### Сезон 2011—2012
- 6 сентября 2011 (выпуск 242) — Тамара Морщакова — российский юрист, доктор юридических наук, профессор.
- 13 сентября 2011 (выпуск 243) — Сергей Бархин — российский сценограф, художник, художник книги, архитектор.
- 20 сентября 2011 (выпуск 244) — Александр Липницкий — советский и российский культуролог, бывший музыкант группы «Звуки Му», режиссёр, телеведущий.
- 27 сентября 2011 (выпуск 245) — Сергей Иванов — российский историк-византинист.
- 3 октября 2011 (выпуск 246) — Григорий Ревзин (второй раз) — историк, искусствовед, архитектурный критик, журналист, колумнист.
- 10 октября 2011 (выпуск 247) — Анатолий Найман — поэт и прозаик.
- 17 октября 2011 (выпуск 248) — Джон Шемякин — интернет-автор, историк.
- 24 октября 2011 (выпуск 249) — телеведущая Татьяна Лазарева (второй раз) и Михаил Нисенбаум — искусствовед, филолог, писатель.
- 31 октября 2011 (выпуск 250) — Юрий Кублановский — поэт, эссеист, критик, историк.
- 7 ноября 2011 (выпуск 251) — Валерий Попов — писатель, и сценарист.
- 14 ноября 2011 (выпуск 252) — супруги Кама Гинкас и Генриетта Яновская — театральные режиссёры.
- 21 ноября 2011 (выпуск 253) — Георгий Гречко — космонавт, телеведущий.
- 28 ноября 2011 (выпуск 254) — Соломон Шульман — писатель, сценарист, кинорежиссёр, путешественник.
- 5 декабря 2011 (выпуск 255) — Михаил Мейлах — филолог и литературовед.
- 12 декабря 2011 (выпуск 256) — Сергей Капков — глава Департамента культуры г. Москвы.
- 19 декабря 2011 (выпуск 257) — Сергей Устинов — писатель, основатель «Музея истории евреев в России».
- 23 января 2012 (выпуск 258) — Алексей Улюкаев — доктор экономических наук, первый заместитель председателя Центрального банка Российской Федерации.
- 30 января 2012 (выпуск 259) — Александр Петросян — петербургский фотограф, блогер.
- 6 февраля 2012 (выпуск 260) — Марина Сорокина — кандидат исторических наук, историк науки.
- 13 февраля 2012 (выпуск 261) — Асар Эппель — поэт и профессиональный переводчик.
- 20 февраля 2012 (выпуск 262) — Яков Гордин — российский историк, писатель, публицист.
- 27 февраля 2012 (выпуск 263) — Ирина Левонтина́ — кандидат филологических наук, старший научный сотрудник Института русского языка им. В. В. Виноградова РАН, один из авторов «Нового объяснительного словаря синонимов русского языка», автор работ по лексической семантике, лексикографии, этнолингвистике и языку поэзии, специалист по судебной лингвистической экспертизе, автор популярных статей о русском языке.
- 5 марта 2012 (выпуск 264) — Тина Канделаки — российская журналистка, телеведущая, продюсер и общественный деятель.
- 12 марта 2012 (выпуск 265) — Александр Марков — доктор биологических наук, палеонтолог, популяризатор науки, лауреат главной в России премии в области научно-популярной литературы «Просветитель».
- 19 марта 2012 (выпуск 266) — Ольга Свиблова — директор Московского дома фотографии.
- 26 марта 2012 (выпуск 267) — Михаил Кацнельсон — профессор, доктор физико-математических наук.
- 2 апреля 2012 (выпуск 268) — Денис Осокин — писатель, автор и режиссёр цикла фильмов «Солнцеворот», обладатель премий «Белый слон» и «Ника» за лучшую сценарную работу («Овсянки»).
- 9 апреля 2012 (выпуск 269) — Евгений Анисимов — доктор исторических наук, писатель.
- 16 апреля 2012 (выпуск 270) — Владимир Маканин — русский писатель.
- 23 апреля 2012 (выпуск 271) — Дмитрий Зимин — основатель и Почётный Президент компании «Вымпел-Коммуникации», академик Международной академии связи, член Президиума Российской академии бизнеса и предпринимательства, основатель Фонда «Династия» и соучредитель премии «Просветитель».
- 14 мая 2012 (выпуск 272) — генеральный директор канала «Дождь» Наталья Синдеева и главный редактор канала «Дождь» Михаил Зыгарь.
- 22 мая 2012 (выпуск 273) — Сергей Самсонов — русский писатель.
- 28 мая 2012 (выпуск 274) — Михаил Ефремов — российский актёр театра и кино.
- 19 июня 2012 (выпуск 275) — Марина Разбежкина — кинорежиссёр и сценарист.
- 25 июня 2012 (выпуск 276) — Иван Давыдов — поэт.
- 2 июля 2012 (выпуск 277) — Михаил Гаёхо — писатель.

### Сезон 2012—2013
- 8 сентября 2012 (выпуск 278) — Григорий Дашевский — поэт, переводчик, литературный критик.
- 15 сентября 2012 (выпуск 279) — Филипп Бахтин — журналист.
- 22 сентября 2012 (выпуск 280) — Ольга Дыховичная — актриса и режиссёр, Ангелина Никонова — российский кинорежиссёр, сценарист, продюсер.
- 29 сентября 2012 (выпуск 281) — Василий Гончаров (Вася Обломов) — музыкант.
- 6 октября 2012 (выпуск 282) — Мирослав Немиров — поэт, прозаик, эссеист, деятель актуального искусства.
- 13 октября 2012 (выпуск 283) — Симон Шноль — биофизик, историк советской и российской науки.
- 20 октября 2012 (выпуск 284) — Гасан Гусейнов — доктор филологических наук (2002), профессор филфака МГУ.
- 27 октября 2012 (выпуск 285) — Юрий Рост — фотограф, журналист, писатель.
- 10 ноября 2012 (выпуск 286) — Ирина Антонова — директор Государственного музея изобразительных искусств имени А. С. Пушкина.
- 17 ноября 2012 (выпуск 287) — Светлана Миронюк — главный редактор РИА «Новости».
- 24 ноября 2012 (выпуск 288) — Михаил Дмитриев — учёный-экономист, президент фонда «Центр стратегических разработок».
- 1 декабря 2012 (выпуск 289) — Елена Фанайлова — поэт.
- 8 декабря 2012 (выпуск 290) — Сергей Беляков — историк, литературный критик, заместитель главного редактора журнала «Урал».
- 15 декабря 2012 (выпуск 291) — Станислав Дробышевский — учёный-антрополог, научный редактор портала Антропогенез.ру.
- 22 декабря 2012 (выпуск 292) — Ольга Тогоева — учёный-медиевист, старший научный сотрудник Института всеобщей истории РАН.
- 20 января 2013 (выпуск 293) — Марат Гельман — художественный критик, галерист.
- 27 января 2013 (выпуск 294) — Виктор Тиктинский-Шкловский — психолог.
- 3 февраля 2013 (выпуск 295) — Фёдор Сваровский — поэт, журналист.
- 10 февраля 2013 (выпуск 296) — Сергей Арутюнов — этнолог, социальный антрополог, членкор, заведующий отделом народов Кавказа в Институте этнологии и антропологии РАН.
- 16 февраля 2013 (выпуск 297) — Фёдор Успенский — историк и филолог.
- 16 марта 2013 (выпуск 298) — Сергей Вертелов — Президент Гималайского клуба.
- 23 марта 2013 (выпуск 299) — Жоэль Шапрон — французский киновед.
- 30 марта 2013 (выпуск 300) — Алексей Цветков — поэт, эссеист, переводчик.
- 6 апреля 2013 (выпуск 301) — Владимир Паперный — писатель, дизайнер, искусствовед, культуролог, историк архитектуры, архитектурный критик.
- 13 апреля 2013 (выпуск 302) — Эвелина Блёданс, актриса, с супругом Александром Сёминым.
- 20 апреля 2013 (выпуск 303) — Александр Миндадзе — кинодраматург и режиссёр.
- 27 апреля 2013 (выпуск 304) — Сергей Гуриев — экономист, ректор Российской экономической школы.
- 5 мая 2013 (выпуск 305) — Сергей Женовач — театральный режиссёр.
- 18 мая 2013 (выпуск 306) — Сергей Неклюдов — фольклорист и востоковед, профессор, доктор филологических наук.
- 26 мая 2013 (выпуск 307) — Кирилл Медведев — поэт, переводчик, издатель, основатель «Свободного марксистского издательства», политический активист.
- 1 июня 2013 (выпуск 308) — Наталья Корниенко — литературовед, специалист по творчеству Андрея Платонова.
- 8 июня 2013 (выпуск 309) — Мария Черницкая — генеральный директор и владелец агентства по контекстной рекламе в интернете.
- 15 июня 2013 (выпуск 310) — Наталья Громова — историк литературы, специалист по творчеству Марины Цветаевой.
- 22 июня 2013 (выпуск 311) — Дмитрий Ольшанский — писатель, публицист.
- 29 июня 2013 (выпуск 312) — Евгений Водолазкин — филолог, писатель.

### Сезон 2013—2014
- 1 сентября 2013 (выпуск 313) — Дмитрий Бак — директор Государственного Литературного музея, профессор РГГУ.
- 8 сентября 2013 (выпуск 314) — Александр Баунов — филолог, публицист, журналист, дипломат.
- 15 сентября 2013 (выпуск 315) — Владимир Сурдин — астроном, старший научный сотрудник ГАИШ.
- 22 сентября 2013 (выпуск 316) — Владимир Шаров — русский писатель.
- 29 сентября 2013 (выпуск 317) — Максим Семеляк — главный редактор журнала The Prime Russian Magazine.
- 6 октября 2013 (выпуск 318) — Елена Пастернак — доктор филологических наук, хранитель дома-музея Бориса Пастернака, внучка писателя.
- 13 октября 2013 (выпуск 319) — Николай Усков — руководитель интернет-проекта «Сноб», историк-медиевист.
- 20 октября 2013 (выпуск 320) — Мария Островская — глава благотворительного фонда «Перспективы».
- 27 октября 2013 (выпуск 321) — Олеся Николаева — поэтесса, эссеист.
- 10 ноября 2013 (выпуск 322) — Людмила Ермакова — филолог, преподающий в Японии сравнительную мифологию.
- 17 ноября 2013 (выпуск 323) — Марина Козлова — издатель, сооснователь детского издательства «Розовый жираф».
- 24 ноября 2013 (выпуск 324) — Роман Шмараков — филолог, писатель.
- 1 декабря 2013 (выпуск 325) — Людмила Петрановская — психолог.
- 8 декабря 2013 (выпуск 326) — Елена Грачёва — координатор программ фонда «АдВита».
- 15 декабря 2013 (выпуск 327) — Пётр Щедровицкий — философ и методолог, заместитель директора Института философии РАН.
- 22 декабря 2013 (выпуск 328) — Константин Сонин — экономист, профессор и проректор «Высшей школы экономики».
- 19 января 2014 (выпуск 329) — Татьяна Горяева — директор Российского государственного архива литературы и искусства.
- 26 января 2014 (выпуск 330) — Олег Воскобойников — историк-медиевист.
- 2 февраля 2014 (выпуск 331) — Антон Ланге — фотохудожник.
- 9 февраля 2014 (выпуск 332) — Андрей Шаронов — ректор Московской школы управления «Сколково».
- 16 февраля 2014 (выпуск 333) — Юлия Идлис — российская поэтесса, журналист.
- 2 марта 2014 (выпуск 334) — Леонид Клейн — старший преподаватель факультета госуправления РАНХиГС.
- 16 марта 2014 (выпуск 335) — Алексей Венгеров — коллекционер.
- 23 марта 2014 (выпуск 336) — Ирина Сурат — филолог, исследователь русской поэзии.
- 30 марта 2014 (выпуск 337) — Николай Вахтин — лингвист-антрополог.
- 6 апреля 2014 (выпуск 338) — Владимир Любаров — российский художник и график.
- 13 апреля 2014 (выпуск 339) — Михаил Кукин — поэт.
- 20 апреля 2014 (выпуск 340) — Джон Шемякин — историк и писатель (второй раз).
- 27 апреля 2014 (выпуск 341) — Надежда Плунгян — искусствовед.
- 18 мая 2014 (выпуск 342) — Татьяна Смолярова — филолог, профессор Колумбийского университета, автор книги о Державине.
- 25 мая 2014 (выпуск 343) — Татьяна Мэй — филолог, писатель, блогер.
- 1 июня 2014 (выпуск 344) — Ольга Вайнштейн — филолог, историк и теоретик моды.
- 8 июня 2014 (выпуск 345) — Мария Голованивская — профессор и писатель.
- 15 июня 2014 (выпуск 346) — Вера Шенгелия — журналист.
- 22 июня 2014 (выпуск 347) — Николай Гринцер — филолог-античник.
- 29 июня 2014 (выпуск 348) — Игорь Фёдоров — поэт.
- 6 июля 2014 (выпуск 349) — Юлий Гуголев — поэт.

### Гости передач, не вышедших в эфир
- Антон Носик (2005 год) — журналист, известный деятель Рунета, один из создателей новостного интернет-издания Lenta.ru, учредитель благотворительного фонда «Помоги. Орг».
- Евгений Сатановский (2005 год) — президент Института изучения Израиля и Ближнего Востока; президент Российского еврейского конгресса (РЕК).
- Дмитрий Липскеров (выпуск 85, 6 ноября 2006 года) — писатель, драматург, соучредитель литературной премии «Дебют».
- Александр Поткин (Белов) (выпуск 115, лето 2007 года) — русский политик.
- Евгения Альбац (2007 год) — политический журналист, политолог, общественный деятель, писатель, член президиума Российского еврейского конгресса.
- Михаил Делягин (2011 год) — экономист, публицист и политик.
- Михаил Маргелов — глава комитета по международным делам Совета Федерации.
- Георгий Сатаров — президент фонда ИНДЕМ.